# Зефир арата
Зефир арата, или хвостатка арата, или хвостатка фиолетовая (Rapala arata), — вид дневных бабочек из семейства голубянок (Lycaenidae).

## Описание

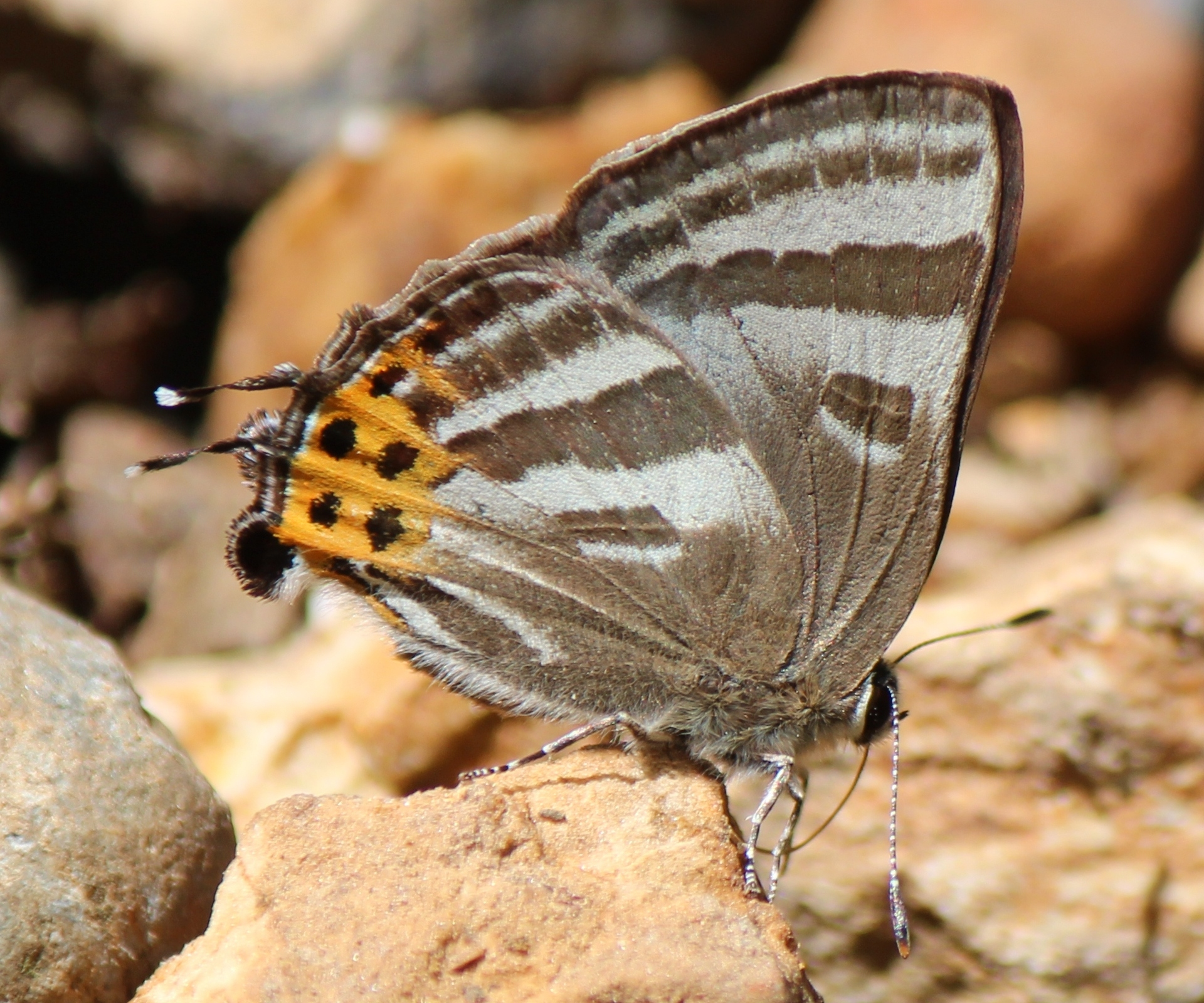
Нижняя сторона крыльев

Длина переднего крыла самцов 15—17 мм, самок 16—18 мм. Размах крыльев 25—32 мм. Крылья у обоих полов на верхней стороне голубовато-фиолетового цвета, к внешнему краю несколько затемненные, лишены блеска, со слегка просвечивающим рисунком нижней стороны. Верхняя сторона крыльев обычно без пятен, изредка со следами расплывчатого оранжевого пятна на переднем крыле. Задний угол заднего крыла с небольшим оранжевым пятнышком и тонким хвостиком. Нижняя сторона крыльев бабочек первого поколения серовато-белый с бежевыми перевязями, полосами и прикорневыми полями. У бабочек второго поколения светлые элементы отсутствуют, а общая окраска желтовато-бежевого цвета. Задний угол на заднем крыле оранжево-жёлтого цвета с чёрными контурами и точками.

## Ареал
Россия (Хабаровский край, Приморье, Еврейская автономная область, Амурская область, восточная граница ареала проходит по южным
Курильским островам), Япония, Корея, Китай.
Обитает в долинных и горных широколиственных лесах, встречаясь на лесных дорогах, просеках, долинах ручьев,  на вторичных сухих лугах с зарослями кустарников и береговых склонах.

## Биология
За год развивается в двух поколениях. Время лёта бабочек первого поколения длится с середины мая до конца июня, второго частичного поколения — конец июля — август. Гусеница последнего возраста пурпурно-зеленого цвета окраску. Сегменты на спине сильно вздуты. Бока светло-зеленые с косыми пурпурными линиями. Голова темно-коричневого цвета. Длина гусеницы к концу развития около 15 мм. Кормовое растение гусениц — леспедеца (Lespedeza) — род растений семейства Бобовые (Fabaceae). ). В Японии, кроме бобовых, кормовыми растениями гусениц являются камнеломки, крушина, вересковые, всего более 10 семейств. Мирмекофил — гусеницы в симбиозе с муравьями. Окукливается в лесной подстилке. Куколка зимует. Куколка длиной 10 мм, блестящая, оранжевато-коричневая, с многочисленными мелкими черными крапинками.